# Втрати силових структур внаслідок російського вторгнення в Україну (лютий 2024)
У статті наведено список втрат українських військовослужбовців у російсько-українській війні за березень 2024 року (включно).

## Список загиблих за лютий 2024 року
| Орден Богдана Хмельницького III ступеня (Україна) |

|  | Орден «За мужність» І ступеня | Орден «За мужність» ІІ ступеня | Орден «За мужність» ІІІ ступеня |

| Орден Богдана Хмельницького III ступеня (Україна) |

| Орден Богдана Хмельницького III ступеня (Україна) |